# Kanyabayonga
Kanyabayonga este un oraș în  provincia Nord-Kivu, Republica Democrată Congo. În 2012 avea o populație de 31 335 de locuitori, iar în 2004 avea 25 499.